# Hindi Zahra
Hindi Zahra, arabiska: زهرة هندي, född 20 januari 1979 i Khouribga i Marocko är en fransk-marockansk sångerska och skådespelare. Hennes födelsenamn är Zahra Hindi och när hon valde artistnamn vände hon på ordningen av sitt födelsenamn. Hon sjunger framförallt på engelska, men har även sjungit på berberspråk. 
Hon växte upp med sin marockanska mor, som också var skådespelare och sångerska, i Khouribga. Vid 15 års ålder flyttade hon till sin far, som hade varit i militären, i Paris. Hon gav ut sitt första fullängdsalbum 2010 på skivbolaget Blue Note Records, som främst ger ut jazzartister. Skivan utsågs till bästa världsmusikskiva på den franska musikbranschens prisgala Victoire de la musique.